# Walter Sulzbach
Walter Sulzbach (geboren 21. Februar 1889 in Frankfurt am Main; gestorben 17. April 1969 in Kilchberg bei Zürich) war ein deutscher Bankier und Soziologe, der sich in seiner Forschung insbesondere der politischen Soziologie widmete.

## Leben
Walter Sulzbach ist der Sohn von Karl Sulzbach, dem Mitinhaber des Bankhauses Gebrüder Sulzbach. Er besuchte das Frankfurter Goethe-Gymnasium und studierte an mehreren Universitäten Nationalökonomie und Sozialwissenschaften. 1911 wurde er in Freiburg mit seiner Dissertation über Die Anfänge der materialistischen Geschichtsauffassung promoviert.
1914 befand sich Sulzbach auf einer Studienreise durch Südafrika und wurde dort bei Ausbruch des Ersten Weltkriegs von den britischen Truppen gefangen genommen und bis 1920 interniert. Nach seiner Rückkehr aus der Internierung habilitierte er sich 1921 an der Frankfurter Goethe-Universität mit seiner Schrift Die Grundlagen der politischen Parteibildung in Soziologie. Anschließend lehrte er als Privatdozent, trat aber 1922 auch als Teilhaber in das Bankhaus Gebrüder Sulzbach ein. 1930 wurde Sulzbach nichtbeamteter ao. Professor.
1933 wurde Sulzbach nach § 3 des Gesetzes zur Wiederherstellung des Berufsbeamtentums die Lehrbefugnis entzogen. Unberührt davon blieb bis 1937 seine Teilhaberschaft an der Bank.
1937 wurde das Bankhaus arisiert, konnte aber von Heinrich Kirchholtes, dem nichtjüdischen Schwager Sulzbachs, fortgeführt werden. Kirchholtes gelang es auch, Sulzbach eine angemessene Vergütung für seinen Anteil an der Bank zukommen lassen. Ebenfalls 1937 emigrierte Sulzbach in die USA.
Von 1937 bis 1945 war Sulzbach Professor für Soziologie an den Claremont Colleges in Kalifornien. 1944 hatte er die US-amerikanische Staatsbürgerschaft angenommen, und nach 1945 arbeitete er für verschiedene Forschungseinrichtungen und übte Regierungsaufgaben aus.
1954 wurde Sulzbach  von der Frankfurter Universität zum ordentlichen Professor emeritus ernannt. 1960 übersiedelte er in der Schweiz.

## Schriften (Auswahl)
- Die Anfänge der materialistischen Geschichtsauffassung. G. Braunsche Hofbuchdruckerei und Verlag, Karlsruhe 1911.
- Die Grundlagen der politischen Parteibildung, Tübingen: Mohr, 1921 (zugleich Habilitationsschrift) (online)
- Vorurteile und Instinkte: Eine Untersuchung über die Rassenabstossung und den Antisemitismus, Berlin: Oesterheld & Co., 1923
- Begriff und Wesen der Nation, 1923
- Rassenabstammung und Antisemitismus, 1923
- Nationales Gemeinschaftsgefühl und wirtschaftliches Interesse, Leipzig: C. L. Hirschfeld, 1929
- "Capitalistic Warmongers": A Modern Superstition, Chicago: The University of Chicago Press, 1942 (online)
- National Consciousness, Washington, DC: American Council on Public Affairs, 1943 (online)
- Imperialismus und Nationalbewusstsein, Frankfurt am Main: Europäische Verlags-Anstalt, 1959
- Die Zufälligkeit der Nationen und die Inhaltlosigkeit der internationalen Politik, Berlin: Duncker und Humblot, 1969